# Laurits Tuxen
Lauritz Regner Tuxen (Copenaghen, 9 dicembre 1853 – Copenaghen, 21 novembre 1927) è stato un pittore e scultore danese.

## Biografia

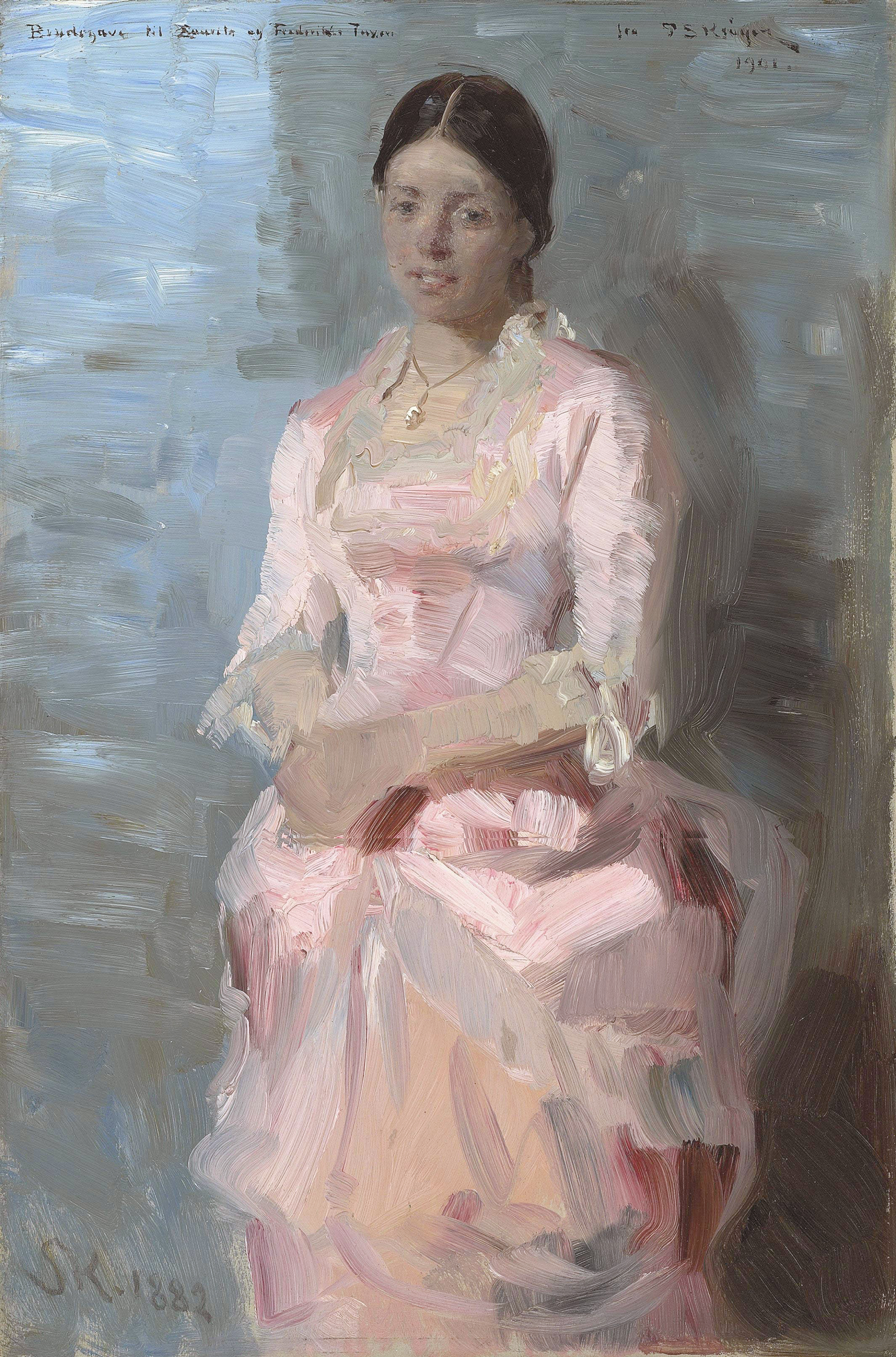
Frederikke Tuxen, di Peder Severin Krøyer, 1882

Lauritz Regner Tuxen crebbe a Copenaghen, figlio di Nicolai Elias Tuxen (1810–1891) e Bertha Laura Giødvad (1815–1908). Il padre era un ufficiale navale e il direttore del cantiere navale danese (Orlogsværftet). Sua sorella maggiore era Nicoline Tuxen (1847–1931), pittrice di fiori e natura morta.
Dal 1868 al 1872, studiò alla Regia accademia danese delle arti insieme a Peder Severin Krøyer (1851–1909). Studiò presso lo studio parigino di Léon Bonnat negli anni 1875–1876 e ancora dal 1877 al 1878.
Visitò per la prima volta Skagen nel 1870, e vi ritornò in molteplici occasioni, entrando in contatto con i cosiddetti Pittori di Skagen. Negli anni 1880 e 1890, viaggiò estensivamente, dipingendo ritratti per le famiglie reali d'Europa, come quelle di Cristiano IX di Danimarca, la regina Vittoria e la monarchia russa.
Durante il 1882 fu fondata a Copenaghen la Kunstnernes Frie Studieskoler, grazie all'iniziativa di un gruppo di studenti dell'Accademia delle belle arti insoddisfatti per via degli insegnamenti datati dell'Accademia. Laurits Tuxen diventò il primo direttore della scuola e Peder Severin Krøyer uno degli insegnanti.
Nel 1914 fece un viaggio di studio in Grecia per dipingere l'entrata di Giorgio I di Grecia in Salonicco, per il castello cristiano. Realizzò ritratti vivaci e ben caratterizzati, tra gli altri il suo autoritratto esposto alla Galleria degli Uffizi a Firenze, e ritratti di Peder Severin Krøyer situati al Museo di belle arti di Budapest. Realizzò anche ritratti in scultura, tra cui un ritratto di Krøyer e Michael Ancher. Tuxen proseguì a dipingere una serie di paesaggi intorno a Skagen, ma completò anche una serie di dipinti della sua famiglia, dei suoi amici, e dei fiori del giardino.

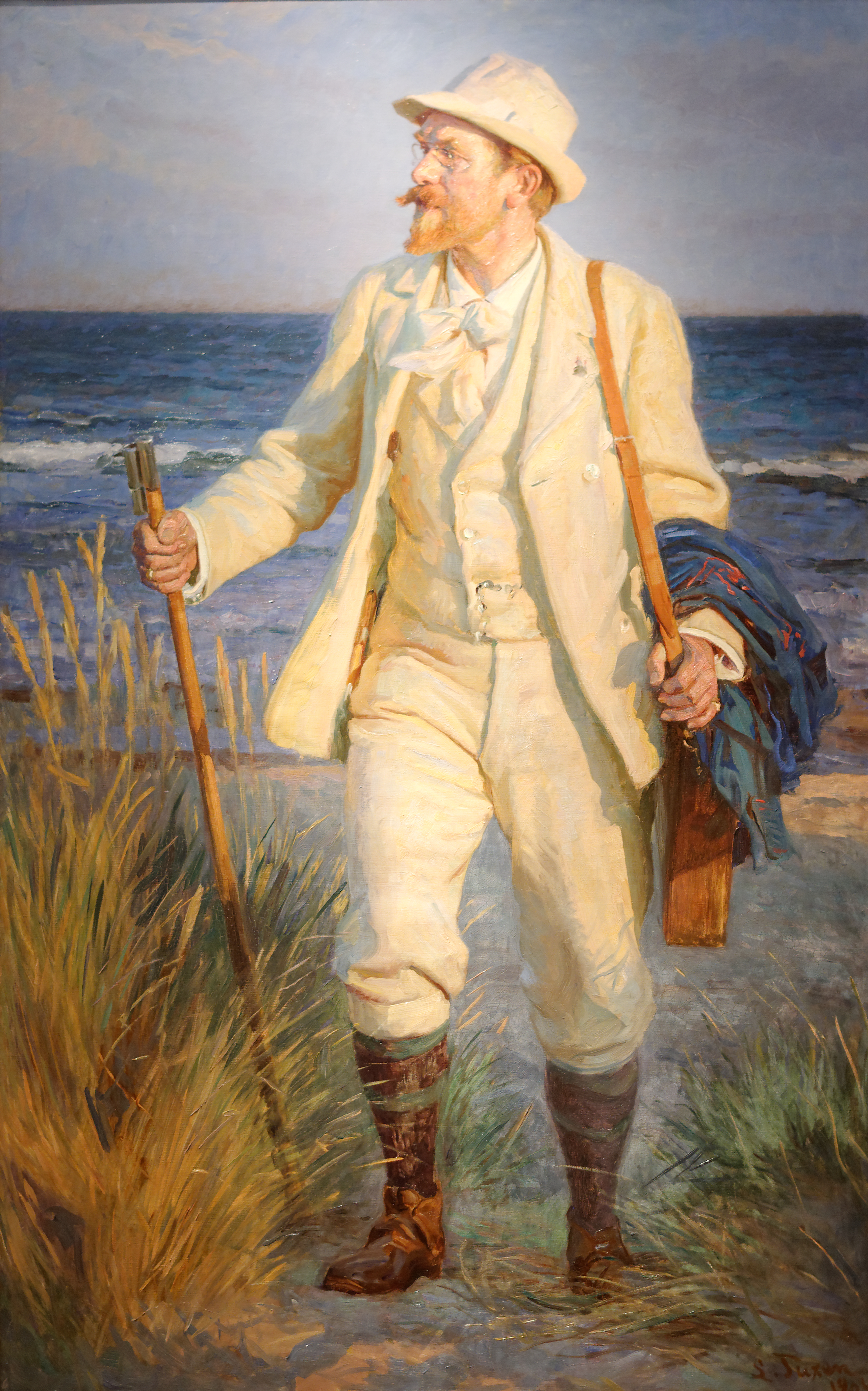
Ritratto di Peder Severin Krøyer realizzato da Laurits Tuxen

Dopo la morte per tubercolosi della prima moglie, la belga Ursula Baisieux (5 dicembre 1862 - 6 agosto 1899), si risposò nel 1901 con la norvegese Frederikke Treschow (nata l'11 aprile 1856).

## Galleria d'immagini

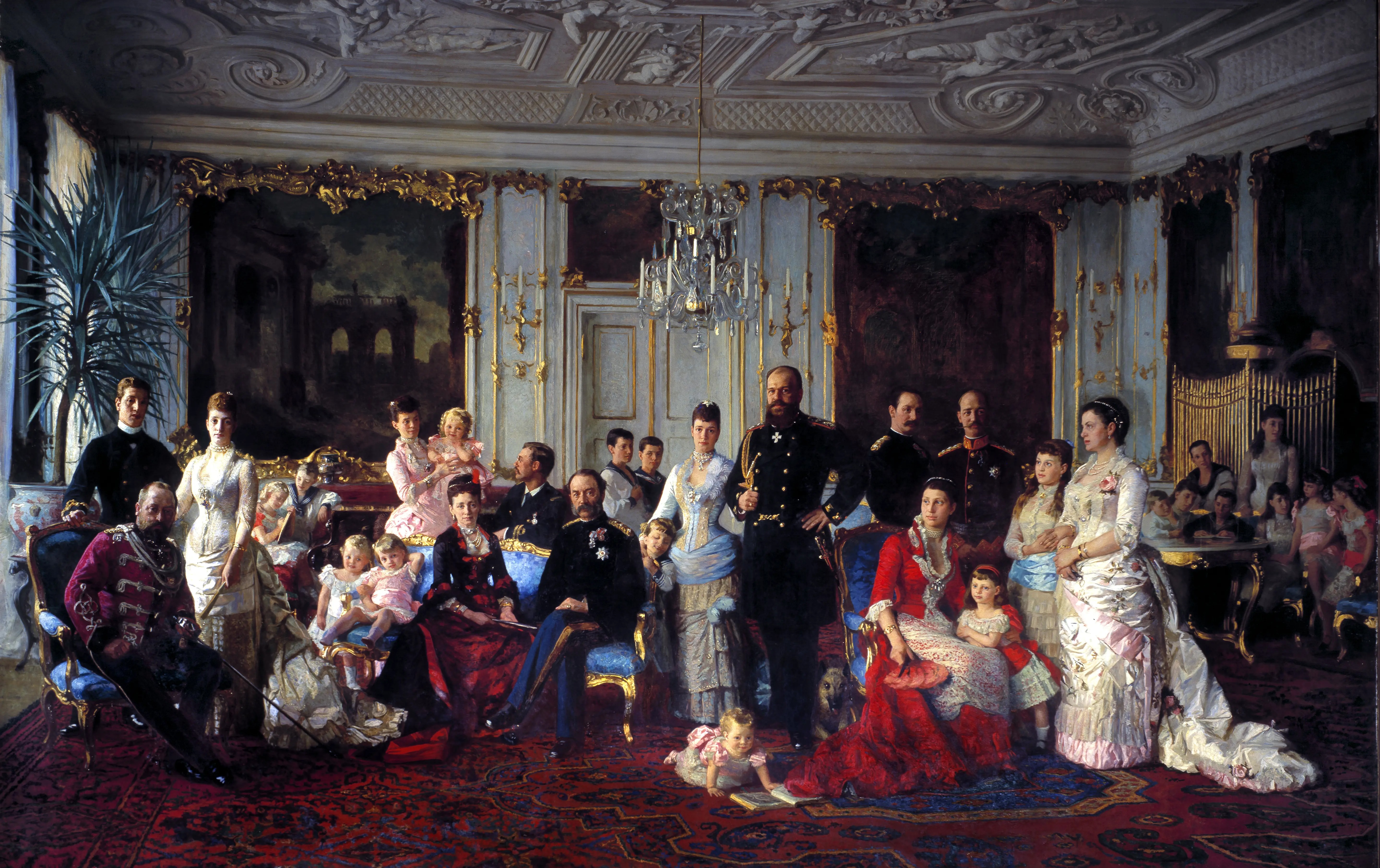
Re Cristiano IX di Danimarca con la famiglia (1883-86)
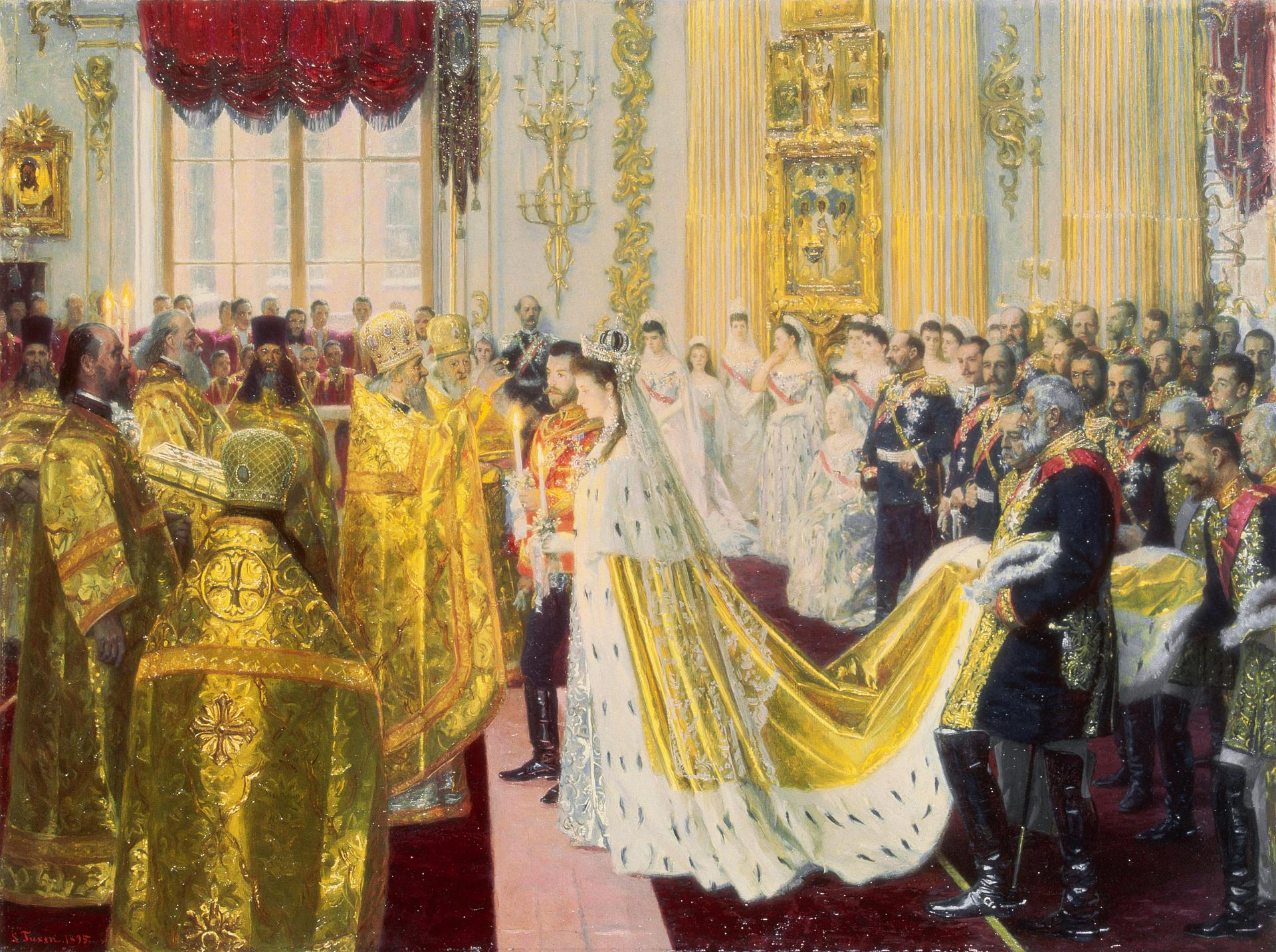
Il matrimonio dello zar Nicola II (1895)
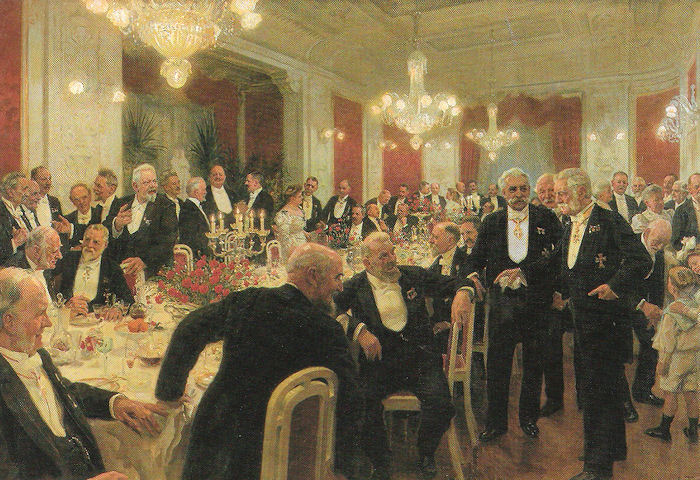
Lasciare la tavola (1906)
L'annegato è portato a riva (1913)